# El Rosario (Reforma)
El Rosario es una localidad del municipio de Reforma ubicado en el noroeste del estado mexicano de Chiapas.

## Geografía
La localidad de El Rosario se sitúa en las coordenadas geográficas 17°48′40″N 93°12′46″O / 17.811111, -93.212778, a una elevación de 51 metros sobre el nivel del mar.

## Demografía
Según el Conteo de Población y Vivienda 2020, efectuado por el Instituto Nacional de Estadística y Geografía, la localidad de El Rosario tiene 150 habitantes, de los cuales 83 son del sexo masculino y 67 del sexo femenino. Su tasa de fecundidad es de 3.27 hijos por mujer y tiene 42 viviendas particulares habitadas.
| Gráfica de evolución demográfica de El Rosario entre 1960 y 2020 |
|                                                                  |
| INEGI.                                                           |